# Mujer bonita (telenovela)
Mujer bonita es una telenovela mexicana transmitida en el año 2001 por el Canal de las Estrellas de Televisa. 
Marca el debut como productor ejecutivo de Ignacio Sada Madero. Protagonizada por Adriana Fonseca y René Strickler y las participaciones antagónicas de Rosa María Bianchi, Abraham Ramos y Mónica Dossetti. 
Fue una mini telenovela que duró solamente dos semanas de transmisión (incluyendo la Semana Santa de aquel año) en lo que salía La intrusa de la misma producción de Ignacio Sada Madero.

## Argumento
Charito es una hermosa campesina que vive en un pueblo de la provincia mexicana. Allí se enamora de Orlando, un joven de buena posición económica cuyos padres se oponen a su relación. Para poder estar juntos, ambos deciden irse a la Ciudad de México, sólo que al llegar allá se enfrentan a muchos problemas, sobre todo económicos, pues él no consigue trabajo y su familia se niega a apoyarlo en forma alguna. Charito resulta embarazada, y las cosas se complican porque además se enferma de anemia, lo cual hace necesario que la internen en un hospital. En tanto, Orlando empieza a cansarse de la situación, e incluso se dice a sí mismo que fue un error haber abandonado todo por Charito. Al mismo tiempo, se encuentra con una exnovia, Sandra, quien al saberlo rico, se da a la tarea de enamorarlo para así ella salir de la pobreza. En el hospital, Charito conoce a Sol, una noble mujer que es cabaretera, y al amigo de ésta, José Enrique, periodista comprometido con su oficio. La candidez y dulzura de Charito hacen que José Enrique se enamore de ella. Cuando Charito da a luz, Carolina, la mamá de Orlando, llega a la capital y se lleva al bebé con el argumento de que, dadas las circunstancias, ella puede encargarse del niño mientras Charito se recupera. Una vez en el pueblo, regala al pequeño a una sirvienta, y consigue que un médico le extienda un certificado falso de defunción que muestra a Charito cuando ésta va a reclamar a su hijo. Orlando sufre un accidente y queda paralítico; Sandra lo abandona y él se arrepiente de lo que hizo a Charito. José Enrique decide recuperar al bebé, pues ama a Charito y no quiere verla sufrir. Después de muchos problemas, consigue que el hermano de Carolina le diga dónde está el pequeño. Al final, logra rescatarlo y llevarlo al lado de Charito. Ésta, que se negaba a aceptar el amor de José Enrique, termina correspondiéndole.

## Elenco
- Adriana Fonseca - Charito
- René Strickler - José Enrique
- Rosa María Bianchi - Carolina
- Abraham Ramos - Orlando
- Ricardo Blume - Damián
- María Sorté - Sol
- Roberto Ballesteros - Servando
- Guillermo García Cantú - Leopoldo
- Sergio Sendel - Miguel
- Laura Zapata/Silvia Manríquez - Celia
- Claudio Báez - Dr. Somoza
- Silvia Caos - Doña Blanca
- Sergio Reynoso - Enrique
- Mónica Dossetti - Sandra
- Beatriz Moreno - Jesusa
- Sherlyn - Milagros
- Sharis Cid - Aurora
- Eduardo Liñán - Eleuterio
- Alejandra Peniche - Rebeca
- Lucero Lander - Dra. Garibay
- Irma Torres - Filomena
- Sara Montes - Teresa
- Isabel Martínez "La Tarabilla" - Rafaela
- César Castro - Sr. Martínez
- María Clara Zurita - Dominga
- Bárbara Gil - Mariana
- Gloria Morell - Josefita
- Héctor Parra - Daniel
- Claudia Ortega - Micaela
- Yessica Salazar - Nelly
- Eduardo Rodríguez - Virgilio
- Esperanza Rendón - La China
- Maripaz García - Bernarda
- Albert Chávez - Fermín
- Emiliano Lizárraga - Omar
- Héctor Álvarez - Julián
- Marisela Fernández - Cupertina
- Rodrigo Trossino - Carlos
- Josué Arévalo - Jorge

## Versiones
- Mujer bonita es un remake de Abandonada, una telenovela mexicana producida en 1985 para Televisa protagonizada por María Sorté y José Alonso. La cual se basa en la radionovela La mesera original de Inés Rodena.